# Michael Hepburn
Michael Hepburn, född 17 augusti 1991 i Brisbane, Australien, är en australisk cyklist som tog OS-silver i lagförföljelsen vid de olympiska cyklingstävlingarna 2012 i London. Han tog också silver i lagförföljelse vid de olympiska cyklingstävlingarna 2016 i Rio de Janeiro.